# Рішар Кравчик
Рішар Кравчик (фр. Richard Krawczyk, нар. 24 травня 1947, Екс-Нулетт) — французький футболіст польського походження, що грав на позиції півзахисника. У 2022 році журнал So Foot включив Кравчика до 1000 найкращих гравців чемпіонату Франції, поставивши його на 476-е місце.
Виступав, зокрема, за клуби «Ланс» та «Реймс», а також провів одну гру за національну збірну Франції.

## Клубна кар'єра
Кравчик народився на півночі Франції, в Екс-Нулетті, неподалік міста Ланс у сім'ї польських іммігрантів. Починав грати у футбол за команду шахтарського містечка Бюллі-ле-Мін, де був помічений селекціонерами клубу «Ланс».
З сезону 1963/64 став грати за головну команду «Ланса», утворивши пару флангових атакувальних гравців разом з Жоржем Лехом, який теж мав польське походження, а клуб завершив цей сезон на третьому місці в турнірній таблиці. 8 жовтня 1963 року, у віці 16 років, 3 місяців і 15 днів, Кравчик забив м'яч у ворота «Анже», ставши наймолодшим гравцем, який забивав у вищому французькому дивізіоні, що досі є рекордом. У 1965 році Кравчик виграв із «Лансом» Кубок Шарля Драго (турнір, в якому виступали клуби, які вилетіли з Кубку Франції до чвертьфіналу).
Після п'яти проведених сезонів, у 1968 році залишив команду після її вильоту з вищої ліги, продовживши грати в Дивізіоні 1, протягом двох сезонів за «Мец», з яким посів 3-є місце в чемпіонаті Франції 1968/69, а потім шість сезонів представляв «Реймс». У складі «Реймса» двічі доходив до півфіналу Кубка Франції: у 1972 та 1974 роках
1976 року Кравчик повернувся у «Ланс», з яким став віцечемпіоном Франції у сезоні 1976/77, завдяки чому отримав шанс зіграти у Кубку УЄФА.
По ходу сезону 1978/79 перейшов у команду «Не-ле-Мін» з однойменного міста, що виступала у другому дивізіоні. Кравчик кілька сезонів виступав під керівництвом свого однолітка, майбутнього відомого тренера Жерара Ульє, а після того як команда посіла друге місце у своїй групі та не змогла забезпечити собі вихід до вищого дивізіону в 1981 році, він завершив свою кар'єру, зігравши загалом 431 гру та забивши 36 голів у першому дивізіоні та 52 гри та шість голів у другому дивізіоні.

## Виступи за збірну
23 грудня 1967 року провів свою єдину офіційну гру у складі національної збірної Франції у відборі на Євро-1968 проти Люксембурга (3:1).
| Дата       | Місто | Господарі | Результат | Гості      | Турнір            | Голи | Примітки |
| ---------- | ----- | --------- | --------- | ---------- | ----------------- | ---- | -------- |
| 23-12-1967 | Париж | Франція   | 3 – 1     | Люксембург | Відбір до ЧЄ 1968 | -    |          |
| Усього     |       | Матчів    | 1         |            | Голів             | 0    |          |

## Досягнення
- Володар Кубка Шарля Драго: 1965

## Особисте життя
Після закінчення кар'єри гравця працював у кафе, названому на честь свого прізвиська Le Zébulon, недалеко від стадіону «Ланса».
Брат Даніель (нар. 1961) — також футболіст, який у 1980-х роках грав за «Ланс» та «Мец» у Дивізіоні 1.